# Țuglui
Ţuglui é uma comuna romena localizada no distrito de Dolj, na região de Oltênia. A comuna possui uma área de 39.04 km² e sua população era de 2831 habitantes segundo o censo de 2007.